# Florence Halop
Florence Halop (* 23. Januar 1923 in Queens, New York City, New York; † 15. Juli 1986 in Los Angeles, Kalifornien) war eine US-amerikanische Schauspielerin.

## Leben
Florence Halop begann ihre Karriere als Hörspielsprecherin im Alter von vier Jahren in Orson Welles’ Mercury Theatre und war insbesondere in den 1940er Jahren hauptsächlich beim Radio tätig. Als Schauspielerin wirkte sie erstmals 1939 in einer im Abspann nicht genannten Nebenrolle in der Filmkomödie Nancy Drew... Reporter mit. Im Jahr darauf war sie an der Seite ihres Bruders Billy Halop in Junior G-Men zu sehen. In den 1950er Jahren hatte sie Gastauftritte in Serien wie I Love Lucy und spielte zwischen 1952 und 1955 in der Sitcom Meet Millie in 78 Episoden die Rolle der Mama Bronson.
In den 1960er Jahren hatte sie weiter Gastauftritte in auch im deutschsprachigen Bereich erfolgreichen Formaten wie Alfred Hitchcock Presents und Tennisschläger und Kanonen. Einen ihrer seltenen Spielfilmauftritte hatte sie 1966 in der Doris-Day-Komödie Spion in Spitzenhöschen. Erst im fortgeschrittenen Alter erhielt sie Rollen durch die sie beim Fernsehpublikum bekannt wurde. Zunächst spielte sie zwischen 1984 und 1985 Mrs. Hufnagel in der Arztserie Chefarzt Dr. Westphall, bevor sie in der zweiten Staffel der Sitcom Harrys wundersames Strafgericht Selma Diamond ersetzte, die an einem Krebsleiden verstorben war. Halop stellte in der zweiten Staffel die Gerichtsdienerin Florence Kleiner dar, verstarb jedoch wie Diamond vor ihr an einer Krebserkrankung. In der Serie wurde sie daraufhin durch Marsha Warfield ersetzt.
Halop war die jüngere Schwester des Schauspielers Billy Halop. Sie zwischen 1949 und 1975 mit George Gruskin verheiratet, das Paar hatte zwei Kinder.

## Filmografie (Auswahl)
- 1939: Nancy Drew... Reporter
- 1940: Junior G-Men
- 1952: I Love Lucy (Fernsehserie, Folge 2x08)
- 1952–1955: Meet Millie (Fernsehserie, 106 Folgen)
- 1959: Die Unbestechlichen (The Untouchables, Fernsehserie, Folge 1x09)
- 1963: Alfred Hitchcock zeigt (The Alfred Hitchcock Hour, Fernsehserie, Folge 2x07)
- 1965: The Dick Van Dyke Show (Fernsehserie, Folge 5x04)
- 1966: Spion in Spitzenhöschen (The Glass Bottom Boat)
- 1968: Tennisschläger und Kanonen (I Spy, Fernsehserie, Folge 3x21)
- 1970: Die Bruchschiffer (The Boatniks)
- 1971: Wo die Liebe hinfällt (Love American Style, Fernsehserie, 2 Folgen)
- 1975: Die Ballkönigin (Queen of the Stardust Ballroom, Fernsehfilm)
- 1975: Make-up und Pistolen (Police Woman, Fernsehserie, Folge 1x20)
- 1976: All in the Family (Fernsehserie, Folge 7x11)
- 1976–1982: Barney Miller (Fernsehserie, 6 Folgen)
- 1977: Love Boat (The Love Boat, Fernsehserie, Folge 1x03)
- 1977: CHiPs (Fernsehserie, Folge 1x10)
- 1977: The Betty White Show (Fernsehserie, 3 Folgen)
- 1977–1983: Imbiss mit Biss (Alice, Fernsehserie, 3 Folgen)
- 1978: Soap – Trautes Heim (Soap, Fernsehserie, Folge 2x02)
- 1979–1980: Angie (Fernsehserie, 4 Folgen)
- 1983: Polizeirevier Hill Street (Hill Street Blues, Fernsehserie, Folge 4x02)
- 1984: Noch Fragen Arnold? (Diff’rent Strokes, Fernsehserie, Folge 6x15)
- 1984–1985: Chefarzt Dr. Westphall (St. Elsewhere, Fernsehserie, 18 Folgen)
- 1985–1986: Harrys wundersames Strafgericht (Night Court, Fernsehserie, 22 Folgen)